# Raymond Berengarius III van Provence
Raymond Berengarius III van Provence soms ook vermeld als Raymond Berengarius II (circa 1135 – Nice, lente 1166) was van 1144 tot 1166 graaf van Provence.

## Levensloop
Hij was de zoon van graaf Berengarius Raymond van Provence en Beatrice van Mauguio. Nadat zijn vader in 1144 gesneuveld was tijdens een offensief tegen Genua, volgde Raymond Berengarius III hem op als graaf van Provence. Omdat hij nog minderjarig was, werd zijn oom Ramon Berenguer IV, graaf van Barcelona, tot in 1157 regent.
Als graaf van Provence werden Raymond Berengarius III en zijn oom bestreden door de familie Baux. Het was daarom dat zijn oom in 1147 een militaire actie begon tegen de familie. De oorlog zou jarenlang duren en eindigde pas in 1162, toen Ramon Berenguer IV stierf.
In augustus 1161 reisden Raymond Berengarius III en zijn oom naar Turijn, waar keizer Frederik I Barbarossa Raymond Berengarius III bevestigde in zijn functie van graaf van Provence. Het was daar dat hij zijn latere echtgenote Richeza van Polen ontmoette, de dochter van groothertog Wladislaus II van Polen, die in 1146 was afgezet. De twee besloten om politieke redenen te trouwen en het huwelijk vond plaats op 17 november 1161. Toen Raymond Berengarius III terug naar Provence reisde, overleed zijn oom. Richeza en Raymond Berengarius kregen een dochter:
- Dulcia II (1162–1172), in 1166 korte tijd gravin van Provence.

Raymond Berengarius begon ook een oorlog tegen Genua, maar in de lente van 1166 sneuvelde hij tijdens de belegering van de stad Nice. Hij werd als graaf van Provence opgevolgd door zijn dochter Dulcia.